# Skoge/Møvik
Skoge/Møvik is een plaats in de Noorse gemeente Øygarden, provincie Vestland. Skoge/Møvik telt 554 inwoners (2007) en heeft een oppervlakte van 0,36 km².
Ågotnes · Fjell · Knappskog · Knarrevik/Straume · Li · Misje · Skoge/Møvik · Solsvik · Vindenes